# Cheetah Racing Cars

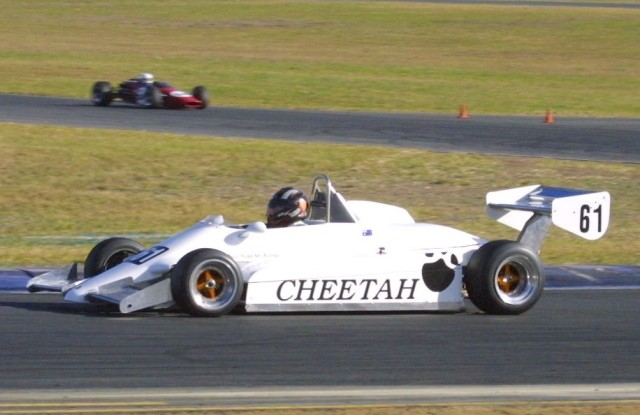
Cheetah Mk 8

Cheetah Racing Cars was een chassisfabrikant uit Australië. De auto's werden ontworpen en gemaakt door Brian Shead in een kleine fabriek achter zijn huis in Mordialloc, een voorstad van Melbourne, Australië.
De eerste raceauto gebouwd door Brian Shead was in 1960, de "Cooper Copy" voor de Formule Junior. Een tweede Cooper Copy werd gebouwd in 1962 en een derde in 1963. Het model werd compleet vernieuwd in 1970. In 1973 gaf Brian zijn normale baan op en begon fulltime met race auto's bouwen. De laatste auto werd gebouwd in 1989, de MK9 voor de Formule Holden. Er werden auto's gebouwd voor de Formule Junior, Formule Libre, Hillclimb, Australische Formule 3, Australische Formule 2 en de Formule Holden. De auto's waren het meest succesvol in de Australische Formule 2. In de Australische Formule 2 racen vandaag de dag nog Cheetahs tegen Dallara's en Reynards.
Hoewel er geen auto's meer gemaakt worden, worden er nog wel reserveonderdelen gemaakt.

## Auto's
| Naam          | Klasse                                  | Overig                   |
| ------------- | --------------------------------------- | ------------------------ |
| Mk 1          | Formule Junior                          | Cooper Copy              |
| Mk 2          | Formule Junior                          | variatie op de Mk 1      |
| Mk 4H         | Formule Libre, Hillclimb                |                          |
| Mk 4A         | Australische Formule 3                  |                          |
| Mk 4B         | Australische Formule 3                  |                          |
| Mk 4          | Australische Formule 3                  | eerste productie chassis |
| Mk 4E         | Australian Formula 2                    |                          |
| Mk 5          | Australische Formule 3                  |                          |
| Clubman       |                                         | Clubman                  |
| Mk 6          | Australian Formula 2 & 3                | Eerste monocoque chassis |
| Mk 6E & Mk6GE | Australian Formula 2                    |                          |
| Mk 7          | Australian Formula 2                    |                          |
| Mk 8          | Australian Formula 2 & Formula Atlantic | nieuwe ophanging         |
| Mk 9          | Formule Holden                          | Laatste Cheetah          |

## Kampioenschappen
| Jaar | Coureur         | Auto                             | Kampioenschap                           |
| ---- | --------------- | -------------------------------- | --------------------------------------- |
| 1977 | I Judd          | Cheetah-Oldsmobile               | Australian Hillclimb                    |
| 1979 | Brian Shead     | Cheetah Mk6-Toyota Celica        | Australian Formula 2                    |
| 1984 | Peter Glover    | Cheetah Mk7-Volkswagen Golf      | Australian Formula 2                    |
| 1985 | Peter Glover    | Cheetah Mk8-Volkswagen Golf      | Australian Formula 2                    |
| 1986 | Jon Crooke      | Cheetah Mk8-Volkswagen Golf      | Australian Formula 2                    |
| 1987 | Arthur Abrahams | Cheetah Mk8-Volkswagen Golf      | Australian Formula 2                    |
| 1988 | Rohan Onslow    | Cheetah Mk8-Volkswagen Golf      | Australian Formula 2                    |
| 1988 | Rohan Onslow    | Cheetah Mk8-Volkswagen Golf      | Australian Gold Star                    |
| 1994 | Craig Lowndes   | Cheetah Mk9-Holden               | Australian Silver Star                  |
| 2002 | Brendon Cook    | Cheetah Mk7-Volkswagen Golf      | Australian Formula 2 Rookie of the Year |
| 2004 | Kevin Lewis     | Ransberg Cheetah Volkswagen Golf | Australian Formula 2                    |
| 2006 | Kevin Lewis     | Ransberg Cheetah Volkswagen Golf | Australian Formula 2                    |
| 2006 | Edward Gavin    | Cheetah Mk8 Volkswagen Golf      | Australian Formula 2 Rookie of the Year |
| 2007 | Edward Gavin    | Cheetah Mk8 Volkswagen Golf      | Australian Formula 2                    |